# Chramula pospolita
Chramula pospolita (Capoeta capoeta) – gatunek słodkowodnej ryby z rodziny karpiowatych (Cyprinidae), opisywany też jako chramula zakaspijska. Poławiana komercyjnie jako ryba konsumpcyjna.

## Występowanie
Od wschodniej Turcji (dorzecza zlewiska wód Morza Kaspijskiego) po Afganistan (dorzecze Amu-darii – chramula samarkandzka) i Armenia (dorzecze jeziora Sewan – chramula sewańska).

## Opis
Dorasta do 60 cm długości i ok. 1,5 kg masy ciała. Żywi się roślinami.